# Perchau am Sattel
Perchau am Sattel est une ancienne commune autrichienne du district de Murau en Styrie.